# Рембіше-Дзяли
Рембіше-Дзяли (пол. Rębisze-Działy) — село в Польщі, у гміні Ґоворово Остроленцького повіту Мазовецького воєводства.
Населення — 94 особи (2011).
У 1975-1998 роках село належало до Остроленцького воєводства.

## Демографія
Демографічна структура станом на 31 березня 2011 року:
|          | Загалом | Допрацездатний вік | Працездатний вік | Постпрацездатний вік |
| -------- | ------- | ------------------ | ---------------- | -------------------- |
| Чоловіки | 48      | 13                 | 29               | 6                    |
| Жінки    | 46      | 14                 | 23               | 9                    |
| Разом    | 94      | 27                 | 52               | 15                   |